# Timandrini
Timandrini je pleme zemljomerki (familija Geometridae), sa oko 45 vrsta u četiri roda. Opisao ga je Stivens 1850. godine.

## Rodovi
- Haematopis Hübner, 1823
- Synegiodes Swinhoe, 1892
- Timandra Duponchel, 1829
- Traminda Saalmuller, 1891

## Srbija
Jedna od najčešćih vrsta je Timandra comae.

## Spoljašnje veze
- Mediji vezani za članak Timandrini na Vikimedijinoj ostavi